# 木尾士目
木尾士目（1974年—）日本漫畫家，已婚男性。筑波大学藝術専門學群美術專攻日本畫的研究生。本名未公開。

## 簡歷
大學期間1994年，以短篇《點的領域》（点の領域)獲得了Afternoon四季賞，並刊登在《月刊Afternoon》。在此之後，短篇作品『陽炎日記』，連載作品《四年生》、《五年生》等作品皆以大學生活為題材。
2002年連載了《現視研》（げんしけん），之後連帶其中虛構的動畫作品不平衡抽籤以劇中戲的方式一起動畫化。
2006年不平衡抽籤在更改一些設定後以獨立作品的方式動畫化。且改稱為『不平衡♥抽籤』（くじびき♥アンバランス）。且在2006年至2007年推出漫畫作品，由木尾擔任原作，而邀請漫畫家小梅京人擔任作畫。
2007年《現視研》推出二期動畫，腳本是由木尾老師和横手美智子擔任。
2008年，他在《月刊Afternoon》開始連載以雙胞胎姊妹在公寓撫養其中的姐姐的女嬰的故事—《獄兒天使》(已完結)。
2010年4月25日，他在台灣舉辦生涯首次簽名會。
2010年在《月刊Afternoon》2010年2月號發表「動畫『現視研2』DVD-BOX發售記念特別短篇」，從笹原畢業後的「現視研」的續篇第56話、2010年12月號『現視研-二代目-』續短篇的第57話期開始連載。

## 作品一覽

### 漫畫
- 點的領域（1994年，收錄在單行本《陽炎日記》）
- 陽炎日記（1995年 - 1996年，講談社AfternoonKC 全1巻）
- 四年生（1997年 - 1998年，講談社AfternoonKC 全1巻）
- 五年生（1998年 - 2001年，講談社AfternoonKC 全5巻）
- （2002年，單篇作品，未收錄在單行本中）
- 現視研（2002年 - 2006年，講談社AfternoonKC 全9巻）（台灣由東立出版社代理全套）
- 不平衡♥抽籤（擔任原作，由小梅京人作畫，2006年 - 2007年，講談社AfternoonKC 全2巻）（台灣由東立出版社代理）
- 獄兒天使（2008年 - 2010年，講談社AfternoonKC 全2巻）（台灣由東立出版社代理）
- Spotted Flower（2009年 - ，白泉社、既刊6巻）（台灣由東立出版社代理）

### 插畫
- 絕望先生動畫版第5話的片尾畫師（久米田康治原作，新房昭之監督，2007年）

### 動畫腳本參與
- 不平衡♥抽籤（2006年）
- 現視研2（2007年）